# Villefontaine
Villefontaine ist eine französische Gemeinde mit 19.018 Einwohnern (Stand: 1. Januar 2022) im Département Isère in der Region Auvergne-Rhône-Alpes. Sie ist Hauptort (chef-lieu) des Kantons L’Isle-d’Abeau und gehört zum Gemeindeverband Porte de l’Isère.

## Geographie
Villefontaine liegt in der Dauphiné etwa 25 Kilometer südöstlich von Lyon an der Autoroute A43. Es besteht aus den Quartieren: Les Roches, Servenoble, Saint-Bonnet (moderne Innenstadt), Le Mas de la Raz, Les Fougères (Ortschaft außerhalb des eigentlichen Stadtkerns), Le Vieux village (altes Stadtzentrum) und Les Armières.

## Bevölkerungsentwicklung
| Jahr                       | 1962 | 1968 | 1975 | 1982 | 1990   | 1999   | 2011   | 2017   |
| Einwohner                  | 467  | 452  | 1694 | 9719 | 16.171 | 17.776 | 18.082 | 18.763 |
| Quellen: Cassini und INSEE |      |      |      |      |        |        |        |        |

## Kultur und Sehenswürdigkeiten
- Château du Vellein
- Pavillon des Quatre-Verts
- große Moschee von Villefontaine
- Village Terre
- Saint Bonnet, Handelszentrum
- Parks du Vellein und de Fallavier
- Brücke aus dem 15. Jahrhundert

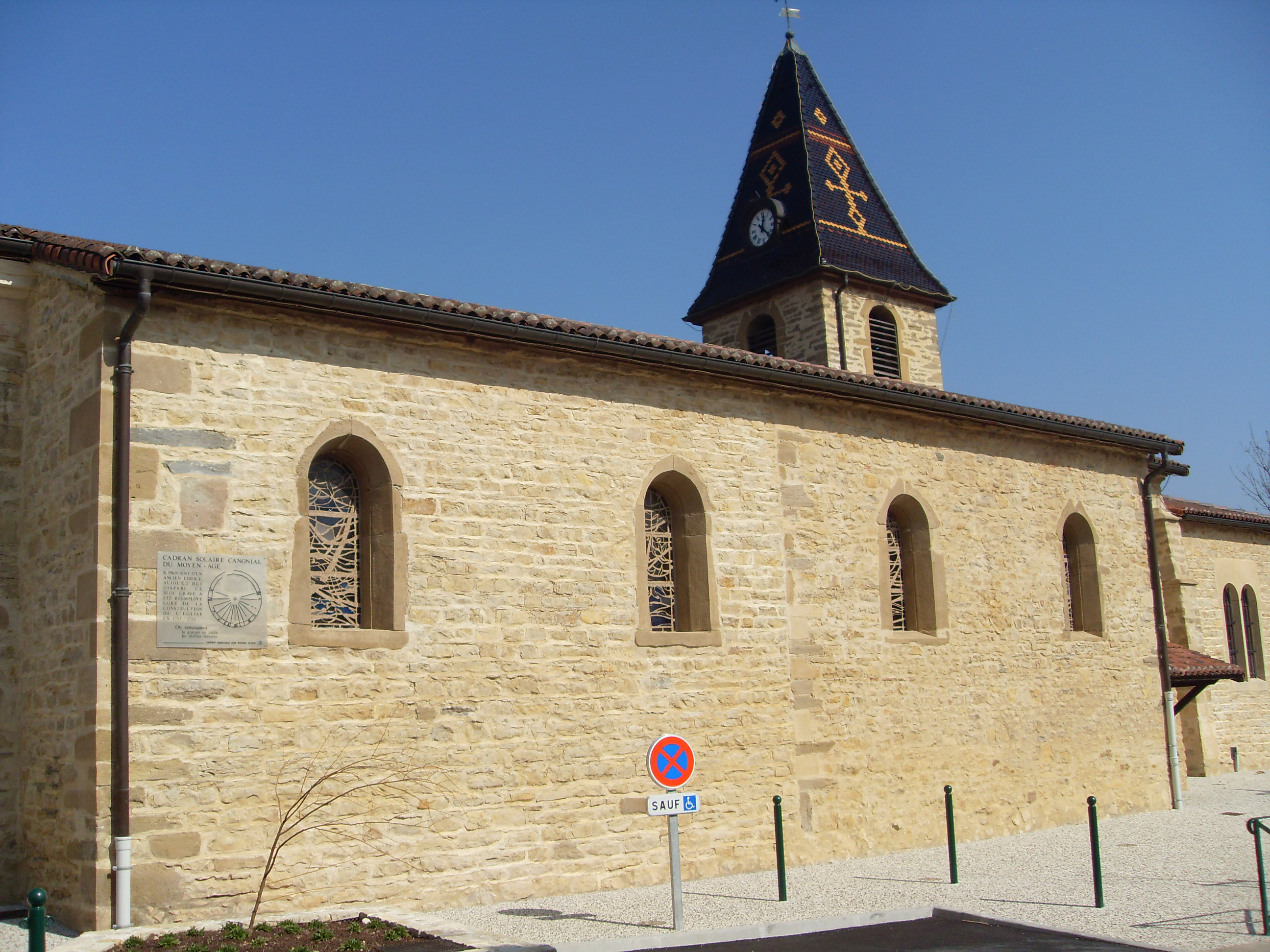
Kirche Saint-Martin

- Kirche Saint-Martin aus dem 18. Jahrhundert

## Gemeindepartnerschaften
- Kahl am Main, Bayern, Deutschland, seit 1981
- Wolfen, Sachsen-Anhalt, Deutschland, seit 1994
- Gremda, Tunesien, seit 1994
- Salzano, Provinz Venedig, Italien, seit 2009